# 江島淳
江島 淳（えじま あつし、1927年〈昭和2年〉10月5日 - 1987年〈昭和62年〉5月25日）は、日本の政治家。参議院議員（当選2回）。日本国有鉄道に入り、建設局計画課長、広島鉄道管理局長を経て、1980年以来参議院議員に2回当選する。

## 経歴
山口県下関市出身。江島鐡雄の長男。旧制山口県立豊浦中学校（同級生に林義郎）、海軍兵学校（76期）、山口高等学校を経て、1951年に東京大学第一工学部土木工学科を卒業した。
卒業後は日本国有鉄道に入り、東京鉄道管理局施設部工事第一課長、外務省サンフランシスコ総領事館領事、国鉄建設局計画課長、広島鉄道管理局長などを歴任。
1980年6月、第12回参議院議員通常選挙山口県選挙区に自由民主党公認で藤本万次郎を連合後援会会長に迎える万全の布陣で出馬、日本社会党新人浜西鉄雄、日本共産党新人伊藤潔を破って初当選。
1986年7月の第14回参議院議員通常選挙でも日本社会党新人山本進、民社党新人上村輝雄、日本共産党新人山本晴彦を破って再選し、連続2期務めた。参議院自民党副幹事長、第2次中曽根内閣の大蔵政務次官を務めた。
1987年5月25日、腹腔内出血のため東京都港区の虎の門病院で死去した。59歳没。翌26日、特旨を以て位記を追賜され、死没日付をもって従四位勲二等に叙され、瑞宝章を追贈された。哀悼演説は同年7月6日、参議院本会議で中野明により行われた。
第14回参議院議員通常選挙の任期満了前の死去であったため同年7月12日に補欠選挙が行われ、事実上の後継候補として自由民主党の公認で立候補した二木秀夫が当選した。

## 家族・親族
江島家
- 父・鐡雄[7]（1889年 - 1935年、工学博士、下関市会議員、家主） - 住所は山口県下関市貴船町[6][7]。
- 母（陸軍少将江藤鋪の長女）[10]
- 妻
- 息子・潔[5]（元下関市長、自民党参議院議員、1957年 - ）

親戚
- 叔父・江藤智（参議院議員、運輸相）[1]